# (5885) Apeldoorn
(5885) Apeldoorn est un astéroïde de la ceinture principale.

## Description
(5885) Apeldoorn est un astéroïde de la ceinture principale. Il fut découvert le 30 septembre 1973 à l'observatoire Palomar par Cornelis Johannes van Houten, Ingrid van Houten-Groeneveld et Tom Gehrels. Il présente une orbite caractérisée par un demi-grand axe de 3,12 UA, une excentricité de 0,05 et une inclinaison de 5,7° par rapport à l'écliptique.

## Compléments